# 早川英治
早川 英治（はやかわ えいじ、1964年7月12日 - ）は、長野放送 (NBS) の元アナウンサー。

## 来歴
兵庫県神戸市出身。ただし、中学は大阪府高槻市にある高槻市立第二中学校へ、高校は神奈川県川崎市にある法政大学第二高等学校へ進学しており、一部資料には横浜出身との記述も見られる。
法政大学法学部政治学科を卒業後、1987年に長野放送に入社。2015年時点では報道制作局報道部長に就任している。
2020年3月より編成局長。

## 担当番組
- どきどきどうしようび - 「夕食マル生中継」2代目リポーター。「英ちゃん」と呼ばれていた。
- NBSスーパータイム
- NBSスーパーニュース[3]
- 報道特別番組[3]